# Tez aceitunada

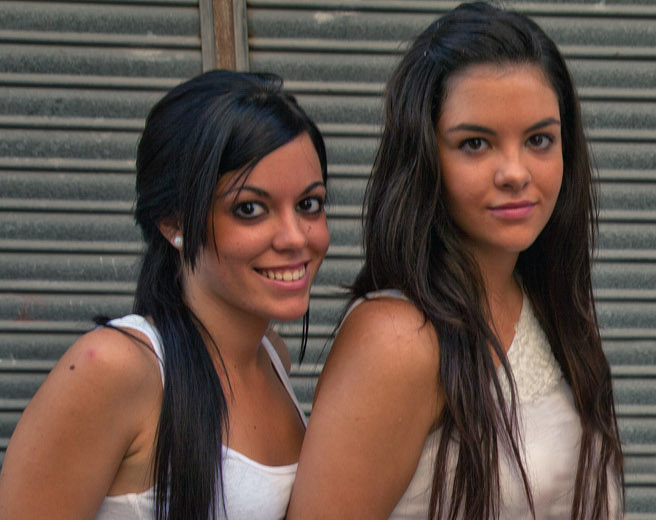
Dos mujeres de piel aceitunada en Orihuela, España.

La tez aceitunada o tez trigueña es un espectro de color de la piel humana. Suele asociarse a la pigmentación en los rangos de Tipo III a Tipo IV de la escala de Fitzpatrick. Por lo general, se refiere a la piel morena clara, y a menudo se describe como una piel con matices amarillos, verdes o dorados (siendo más oscura que la tez clara y más clara que la tez morena).
Las personas con piel aceitunada pueden a veces volverse más pálidas si su exposición al sol es limitada. Sin embargo, la piel olivácea más clara sigue bronceándose con más facilidad que la clara y, por lo general, sigue conservando notables subtonos amarillentos o verdosos.

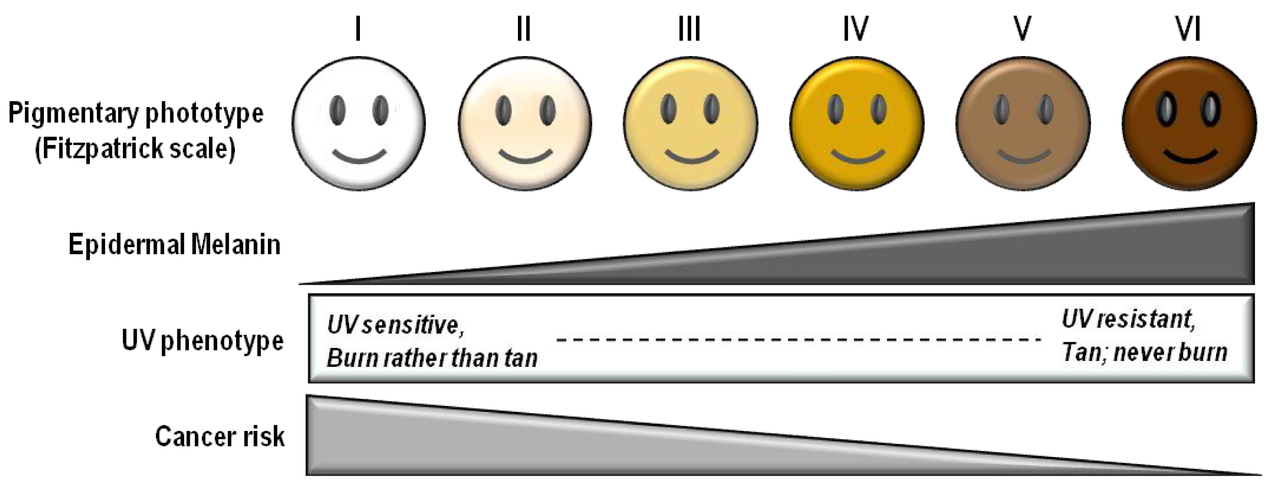
Tez aceitunada III y IV en la escala de Fitzpatrick.

## Distribución geográfica
La pigmentación de tipo III es frecuente entre las poblaciones del Mediterráneo occidental (es decir, Europa del Sur, Asia occidental y áreas de África del Norte), así como en algunas zonas de América y resto de Asia. Oscila entre los tonos de piel crema y los oliva más oscuros. Este tipo de piel a veces se quema y se broncea gradualmente, pero siempre se broncea.
La pigmentación de tipo IV es frecuente entre algunas poblaciones del Mediterráneo oriental y norte de África, el pueblo romaní, así como en partes de Asia y América Latina. Oscila entre el pardo o el oliva más oscuro y el marrón moderado, tonos de piel típicamente oliváceos. Este tipo de piel rara vez se quema y se broncea con facilidad.
La pigmentación de tipo V es frecuente entre las poblaciones de Oriente Próximo, partes del Mediterráneo y ciertas áreas de sur de Europa, el pueblo romaní, partes de África, América Latina y el subcontinente del sur de Asia. Oscila entre el tono aceitunado y el bronceado de la piel de Oriente Próximo. Este tipo de piel muy rara vez se quema y se broncea con bastante facilidad.